# Кочанов, Климент Семёнович
Климент Семёнович Кочанов (1912—2008) — советский государственный деятель, Герой Социалистического Труда.

## Биография
Родился 27 января 1912 года в  селе Комаровка, Подольской губернии в Российской империи. Окончил Харьковский механико-машиностроительный институт (1932), инженер-механик.

### Послужной список
- С 1925 г. — ученик мастера на заводе «Русский дизель» (г. Ленинград);
- с 1932 г. — на строительстве Магнитогорского металлургического комбината: начальник техотдела управления главного механика, заместитель главного инженера треста «Магнитстрой»;
- в 1949—1960 гг. — первый управляющий трестом «Востокметаллургмонтаж» (г. Магнитогорск Челябинской области);
- в 1961—1965 гг. — начальник главка Госмонтажспецстроя СССР, председатель Госмонтажспецстроя СССР;
- в 1965—1987 гг. — заместитель министра монтажных и специальных строительных работ СССР;
- в 1987—1992 гг. — главный технолог главка;
- с 1992 г. — консультант генерального директора ОАО "Корпорация «Монтажспецстрой».

Удостоен Ленинской премии за участие в коренном усовершенствовании методов строительства доменных печей.

## Награды
- Медаль «Серп и Молот» (1981)
- Ордена Ленина (март 1945, 1958,1981)
- Орден Октябрьской Революции (1971)
- Ордена Трудового Красного Знамени (1952, 1953, 1973)
- Орден Дружбы Народов (1985)
- Орден Знак Почета (1943)
- Орден За вклад в Победу в ВОВ (2007)
- Лауреат Ленинской премии (1959)
- Заслуженный строитель РСФСР (1963)
- Почетный строитель РСФСР (1962)
- Почетный строитель России (2001)
- Большая золотая медаль ВДНХ СССР (1962)
- Золотая медаль ВДНХ СССР (1976)
- Медали